# 1967-es magyar öttusabajnokság
Az 1967-es magyar öttusabajnokságot július 27. és augusztus 2. között rendezték meg. A viadalt Balczó András nyerte meg, akinek ez volt a hatodik egyéni bajnoki címe. A csapatversenyt a Csepel SC nyerte.

## Eredmények

### Férfiak

#### Egyéni
| Hely | Név             | Klub          | Eredmény |
| ---- | --------------- | ------------- | -------- |
| 1.   | Balczó András   | Csepel SC     | 5410     |
| 2.   | Móna István     | Bp. Honvéd    | 5233     |
| 3.   | Móczár István   | Bp. Honvéd    | 5006     |
| 4.   | Bodnár János    | Csepel SC     | 4856     |
| 5.   | Varga Pál       | Újpesti Dózsa | 4849     |
| 6.   | Török Ferenc    | Bp. Honvéd    | 4847     |
| 7.   | Deák Ferenc     | Újpesti Dózsa | 4815     |
| 8.   | Erdősi László   | Csepel SC     | 4776     |
| 9.   | Szunyogh György | Bp. Honvéd    | 4732     |
| 10.  | Sárfalvi Béla   | Csepel SC     | 4707     |

#### Csapat
| Hely | Név                                        | Klub          | Eredmény |
| ---- | ------------------------------------------ | ------------- | -------- |
| 1.   | Sárfalvi Béla, Bodnár János, Balczó András | Csepel SC     | 15 255   |
| 2.   | Török Ferenc, Móna István, Móczár István   | Bp Honvéd     | 15 075   |
| 3.   | Varga Pál, Deák Ferenc, Pintér             | Újpesti Dózsa | 14 014   |